# Nicolas Alexandre Salins de Montfort
Nicolas Alexandre Salins de Montfort (* 7. Februar 1753 in Versailles; † 11. März 1839 in Nantes) war ein französischer Architekt in der Zeit des Klassizismus.

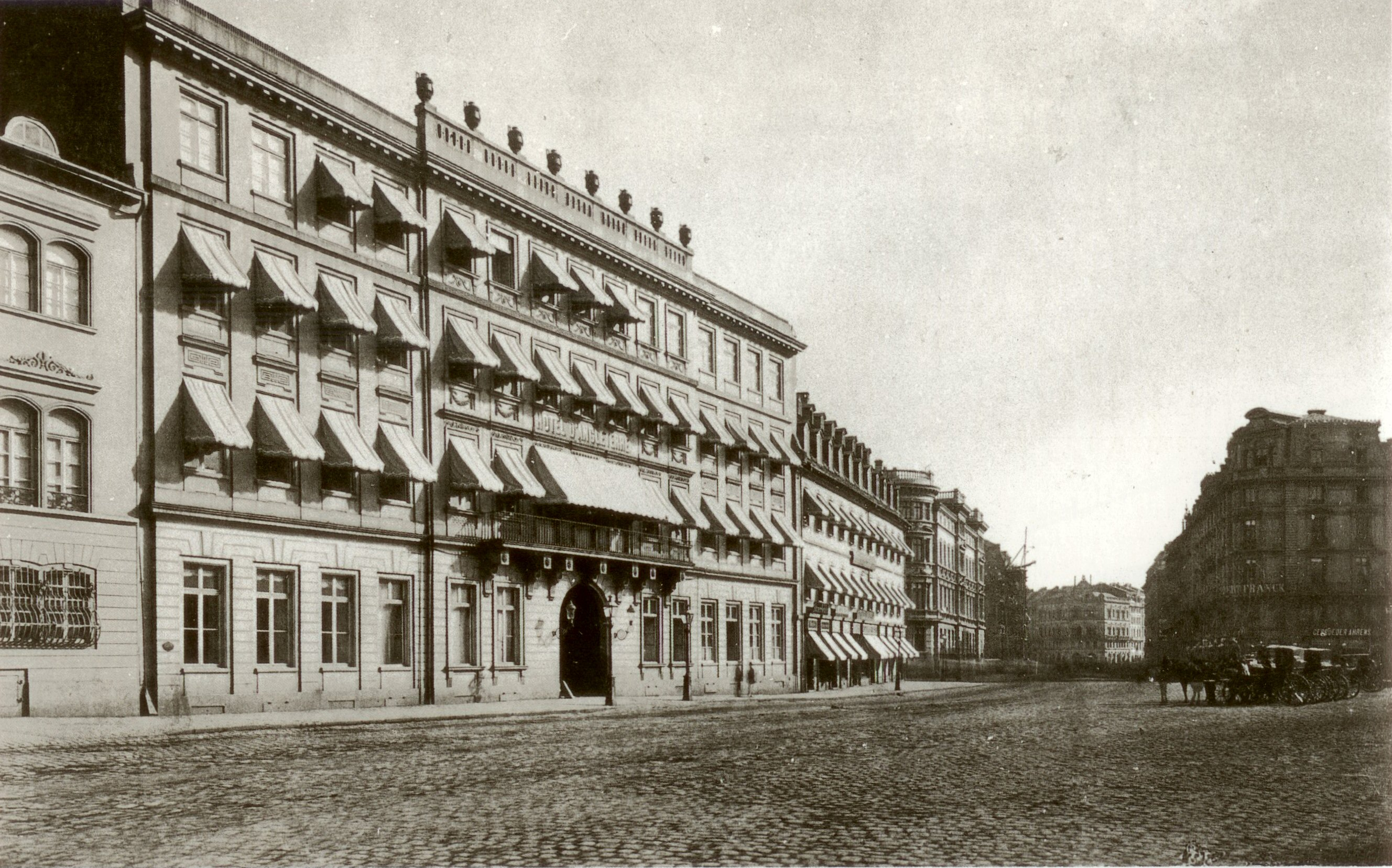
Der Englische Hof am Roßmarkt, 1797

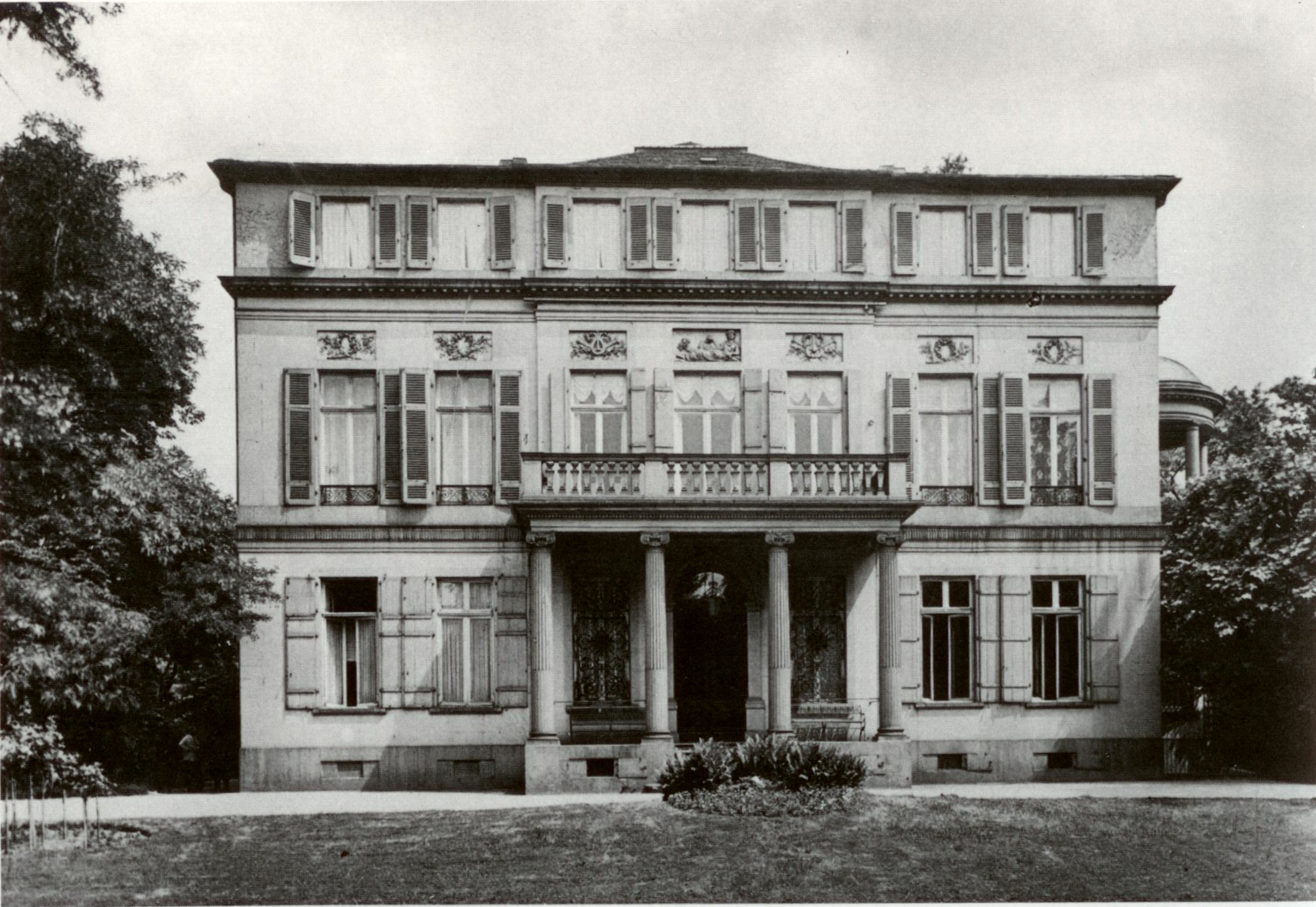
Das Gontardsche Gartenhaus, 1799

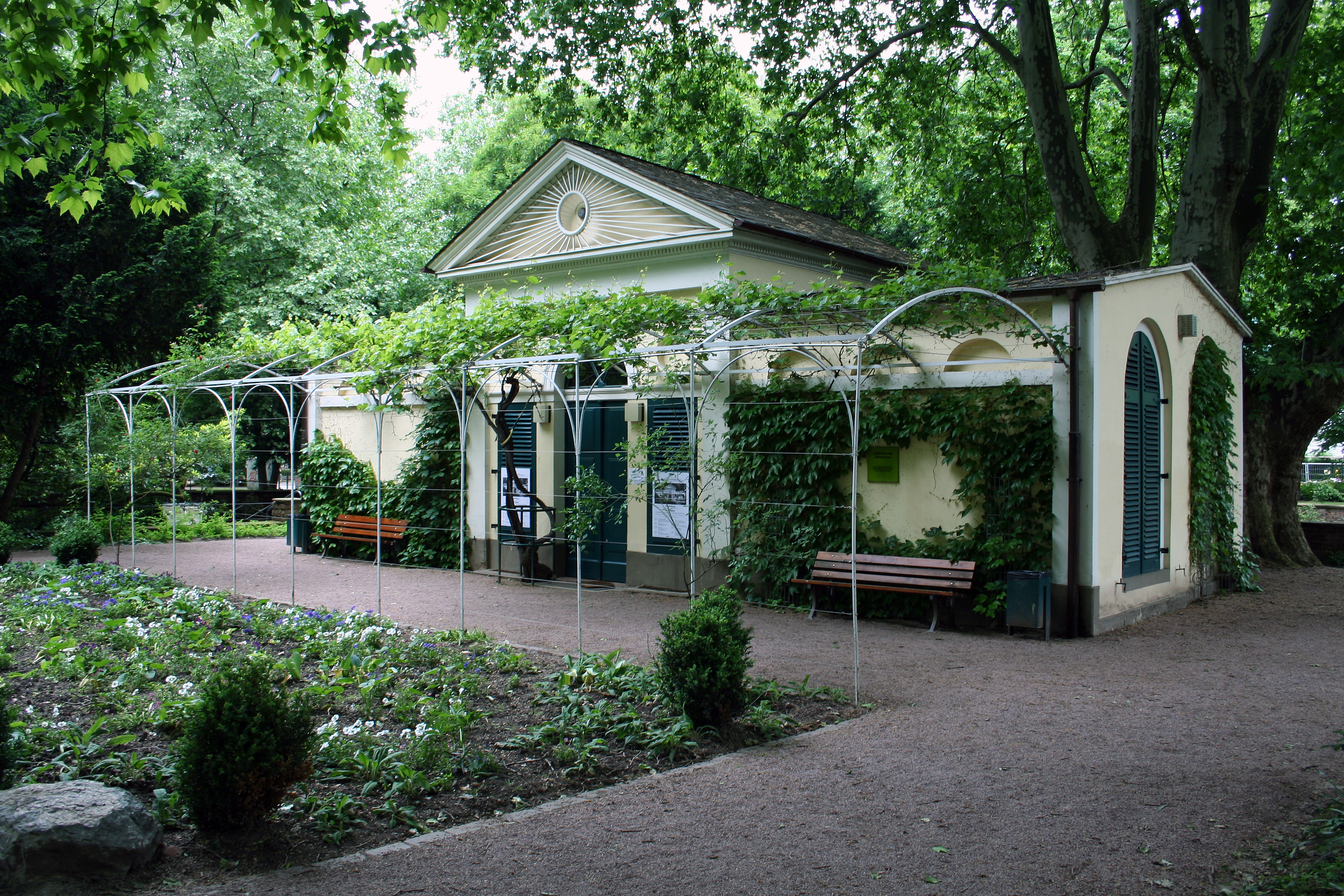
Nebbiensches Gartenhaus, ca. 1810

## Leben und Werk
Nicolas Alexandre Salins de Montfort war Sohn eines Hofbeamten und studierte Architektur in Paris. Mit 17 Jahren wurde er Zeichner im Atelier von Pierre Michel d’Ixnard, dem Architekten des Kurfürsten von Trier, Clemens Wenzeslaus von Sachsen, und des Fürsten Josef Friedrich Wilhelm von Hohenzollern-Hechingen. Salins de Montfort assistierte Ixnard beim Bau der Benediktinerabtei Sankt Blasien im Schwarzwald und beim 1776 begonnenen Bau der kurfürstlich-trierischen Residenz in Koblenz.
1779, mit 26 Jahren, wurde Salins de Montfort von Kardinal Louis César Constantin de Rohan-Guéméné, dem Fürstbischof von Straßburg, mit dem Neubau der abgebrannten Residenz in Zabern im Elsass beauftragt. Bis zum Ausbruch der französischen Revolution 1789 war nur der Mitteltrakt der Residenz vollendet.
1778 gewann Salins den Wettbewerb zur Gestaltung des Marktplatzes in Karlsruhe, den Markgraf Karl Friedrich von Baden ausgeschrieben hatte. 1780 wurde er zum Direktor der Societé typographique in Kehl ernannt. 1792 floh er vor der Revolution nach Frankfurt am Main, wo es eine bedeutende französisch-reformierte Gemeinde gab. Ihre Mitglieder, zum Beispiel die Familie Gontard, gehörten zu den wohlhabendsten Familien Frankfurts und erteilten Salins sofort eine Reihe von bedeutenden Aufträgen. Vermutlich gehen auch die beiden 1790 bis 1793 von Georg Friedrich Mack erbauten reformierten Kirchen Frankfurts, die deutsch-reformierte Kirche am Kornmarkt und die französisch-reformierte Kirche am Goetheplatz, auf Entwürfe Salins zurück. In den folgenden Jahren stieg er rasch zum führenden Baumeister Frankfurts empor. Dabei setzte er sich auch gegen die einheimischen Architekten wie den Stadtbaumeister Johann Georg Christian Hess durch, denen er an Begabung weit überlegen war. In seinen Briefen zeigt er sich selbstbewusst und freigeistig, aber auch auf seinen eigenen Vorteil bedacht. Seine großzügigen Planungen begeisterten die Frankfurter Bauherren und beeinflussten auch den Stil seiner Konkurrenten. 1809 wurde der Klassizismus als verbindlicher Baustil für alle Frankfurter Neu- und Umbauten in einer Bauordnung festgeschrieben.
1806 wurde er als Bauintendant an den großherzoglichen Hof in Würzburg berufen. Bis 1813 schuf er dort Toskanasaal und Toskanazimmer in der Würzburger Residenz und den sog. Himmelsaal in der vormaligen Sommerresidenz der Fürstbischöfe von Würzburg in Werneck. Auftraggeber war der Großherzog Ferdinand III. von Toskana, der Bruder von Kaiser Franz II. und Haupt der Habsburger Sekundogenitur in Florenz.
Nach dem Sturz Napoleons erhielt er vom Königreich Bayern, dem Rechtsnachfolger des Großherzogtums Würzburg, eine Leibrente auf Lebenszeit. 1818 kehrte Salins nach Frankfurt am Main zurück und ein Jahr später in seine französische Heimat, wo er 1838 in Nantes starb.

## Werke (Auswahl)

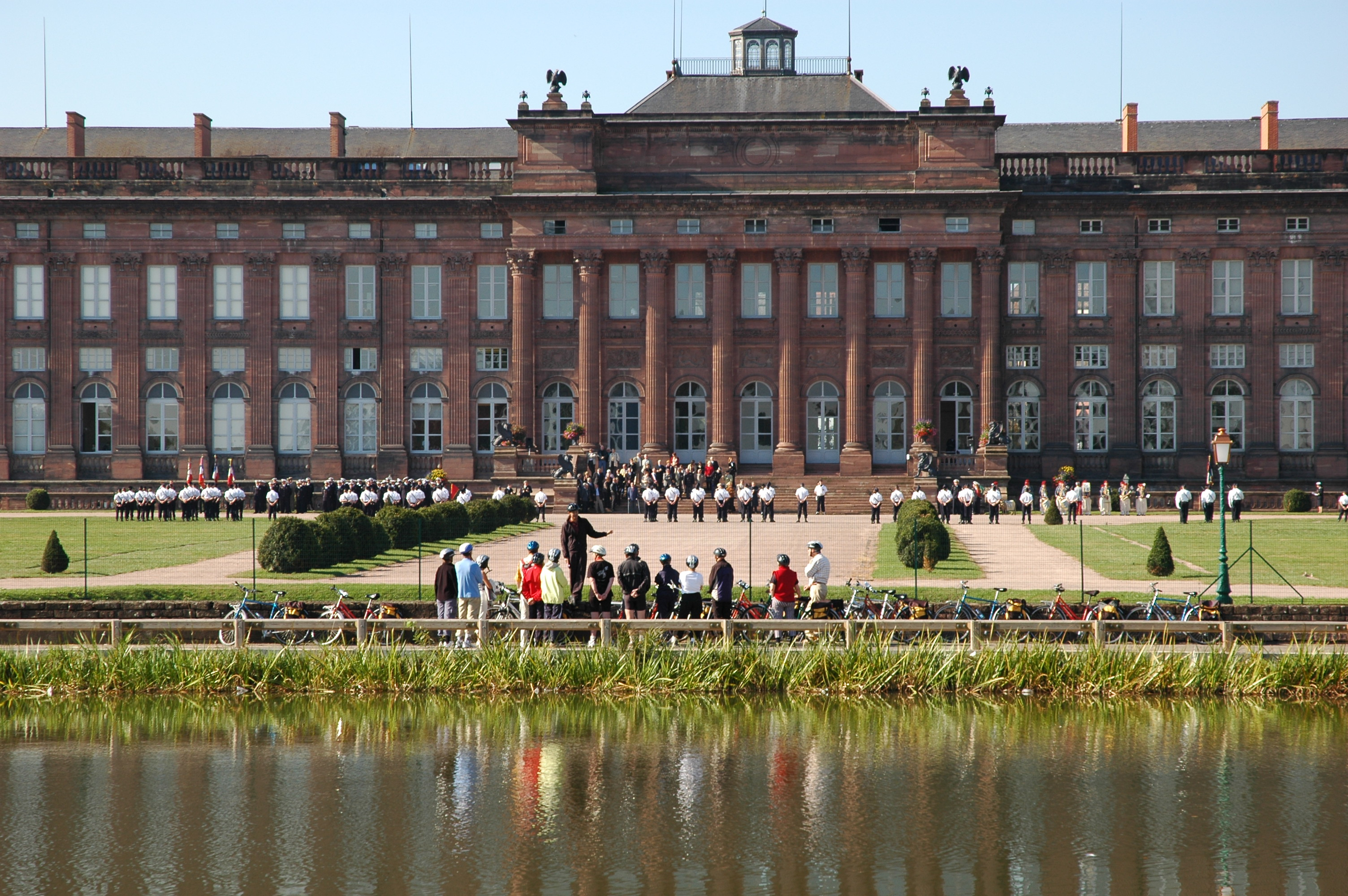
Rohan-Schloss in Zabern

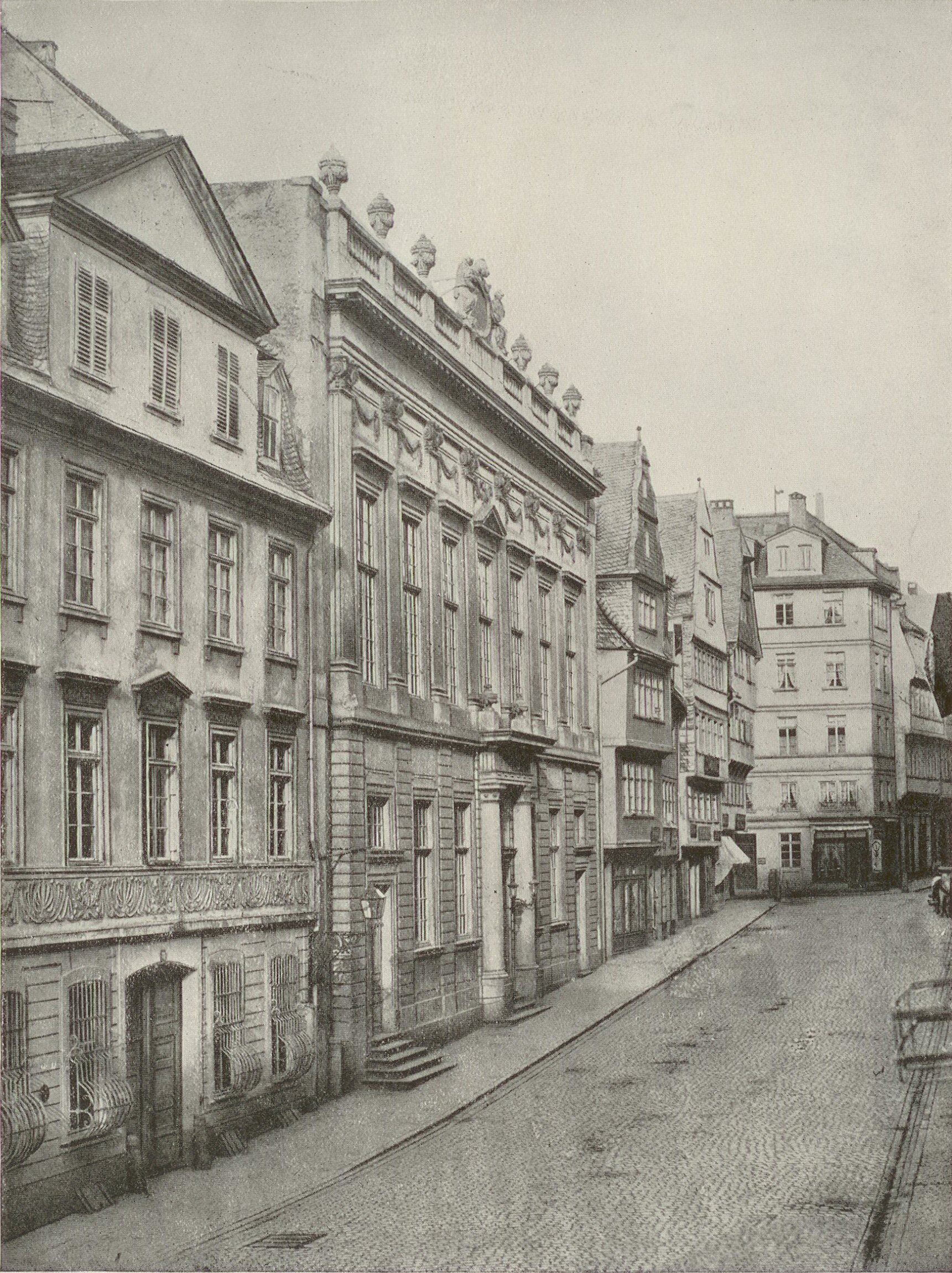
Ehemalige Deutsch-reformierte Kirche in Frankfurt am Main

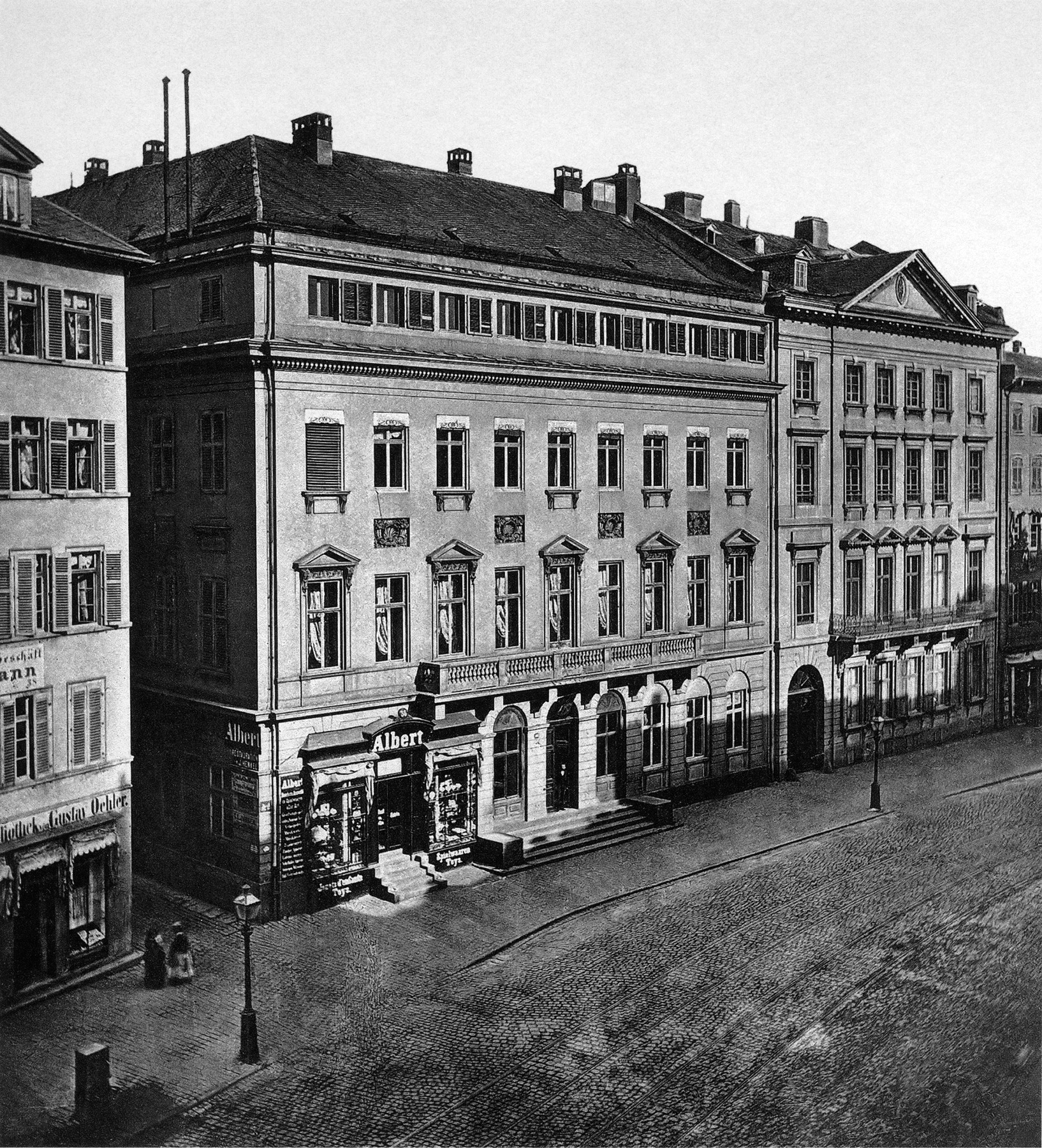
Palais Rothschild (rechts) auf der Zeil, 1795

- Erzbischöfliche Residenz in Zabern, unvollendet[1]
- weitere Bauten in Zabern[2]
- Pfarrkirche St. Michael in Niederschaeffolsheim im Elsass, 1780
- Presbyterium in Dettweiler, ca. 1785
- Pfarrkirche St. Étienne in Rosheim, 1786
- Entwurf für eine neue Fassade für die ehemalige Klosterkirche in Marmoutier, 1788 (nicht ausgeführt)[3]
- Protestantische Kirche, Bischheim, 1790
- Deutsch-reformierte Kirche, Frankfurt am Main, 1790–1793
- Französisch-reformierte Kirche, Frankfurt am Main, 1790–1793
- Haus Leonhardi auf der Zeil, später als Palais Rothschild bekannt, Frankfurt am Main, 1795
- Englischer Hof am Roßmarkt, Frankfurt am Main, 1797
- Lili-Tempel, ein Gartentempel für den Bankier Friedrich Metzler am Mainufer in der Innenstadt von Offenbach, 1798
- Gontardsches Gartenhaus an der Bockenheimer Landstraße, Frankfurt am Main, 1799
- Haus de Neufville am Roßmarkt, Frankfurt am Main, 1799
- Haus Sarasin am Großen Kornmarkt, Frankfurt am Main 1795
- Haus Sinzheim am Goetheplatz, Frankfurt am Main, 1801
- Haus Rittershausen am Domplatz, Frankfurt am Main, 1801
- Gogelsches Landhaus („Gogels Gut“) am Gutleuthof, seit 1883 Sommerhoffpark, Frankfurt am Main, 1803
- Riedhof für Simon Moritz von Bethmann (1768–1826), Sachsenhausen, 1805–11, nach 1945 abgerissen[4]
- Palais Mülhens in der Großen Eschenheimer Gasse, Frankfurt am Main, 1803–1806
- Villa Leonhardi in Bockenheim, 1806
- Toskanasaal und Toskanazimmer der Residenz in Würzburg[5]
- Nebbiensches Gartenhaus in der Bockenheimer Anlage, Frankfurt am Main, ca. 1810
- Schönhof in Bockenheim
- Haus Koester (1816/17) und Haus Saint George (1818/19) in der Neuen Mainzer Straße, Frankfurt am Main
- Palais Heyder (wurde 1900 für das Schauspielhaus abgerissen), Frankfurt am Main

Von seinen Frankfurter Werken ist ein Teil bereits im 19. Jahrhundert durch Umbauten und Abrisse zerstört worden, der Rest größtenteils im Zweiten Weltkrieg bei den Luftangriffen auf Frankfurt am Main. Erhalten sind bis heute lediglich das Nebbiensche Gartenhaus in den Frankfurter Wallanlagen und das Portal der Villa Leonhardi. Der ursprüngliche Bau wurde 1905 abgebrochen, die Front 1912 als Eingangsportal für das Clubhaus des TC Palmengarten genutzt. 1987 bei der Umgestaltung des Palmengartens wurde das Gebäude erneut abgerissen, anschließend die Villa Leonhardi originalgetreu an der Zeppelinallee wiedererrichtet. Seit der Eröffnung 1989 wird das Gebäude als Restaurant genutzt.